# Iglesia de Santa María de Arce (Navarra)
La iglesia de Santa María de Arce, también llamada iglesia de la Purísima Concepción, es un templo románico construido en Arce (Navarra), (España) y se localiza en la cabecera del embalse de Itoiz, junto a la llamada playa de Arce y dentro del entorno de protección declarado Bien de Interés Cultural en 1983 junto con el Palacio de Arce y la Casa del Ermitaño. Es un destacado ejemplo de arte románico rural en Navarra.

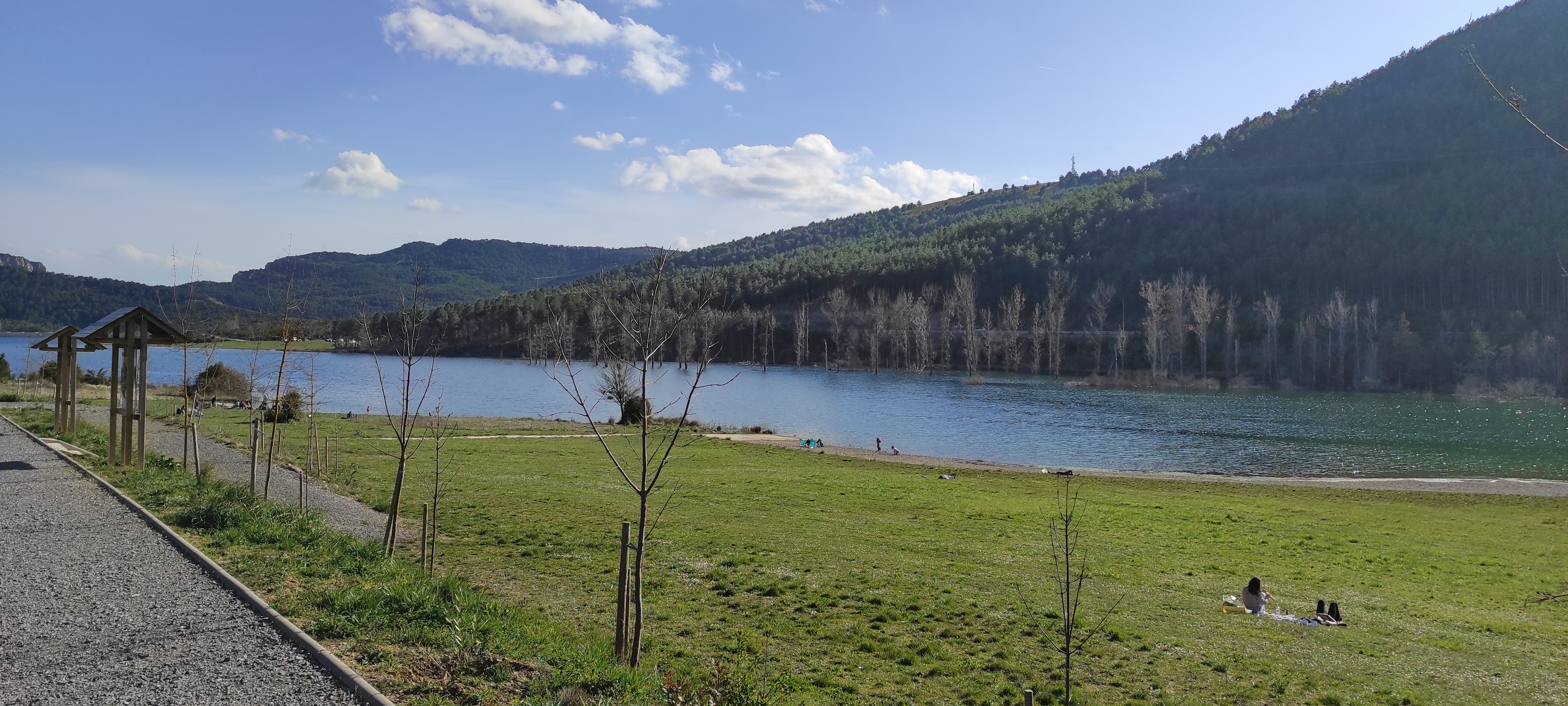
Vista de la llamada playa de Arce, en la cabecera del embalse de Itoiz.

## Contexto geográfico
El valle de Arce se extiende de norte a sur entre el macizo de Oroz-Betelu y las cercanías de la Cuenca de Lumbier-Aoiz. Su fisonomía geográfica es muy particular marcada por la presencia de dos cauces fluviales, no sólo de uno, que corren, más o menos, en paralelo y de norte a sur: uno el río Irati, que arranca en el valle de Aézcoa, y el otro el río Urrobi, nacido en los altos de Burguete y que más al sur confluye con el primero.
Demográficamente este valle ha notado una considerable merma de población: a principios del siglo XX el municipio de Arce «se componía de los lugares de Arce, Arizcuren, Artozqui, Arrieta, Imízcoz, Lacabe, Espoz, Gorráiz, Gurpegui, Lusarreta, Muniáin, Nagore (capital del valle), Osa, Saragüeta, Uli-Alto, Urdíroz, Úriz, Usoz, Villanueva y Zazpe, además de los caseríos de Asnoz, Equiza, Uloci y Zandueta. Entre 1940-50 se despoblaron Arizcuren y Zazpe; para 1970 también lo estaban Arce, Gorráiz, Gurpegui, Lacabe y Usoz, y en el nomenclátor de 1973 ya han desaparecido como núcleos de población Asnoz, Muniáin y Uli Alto.»
La iglesia y el palacio están asentados en un área recreativa que cuenta también con las termas romanas de Arce, «un vestigio histórico que servía de parada y descanso para los peregrinos que recorrían la calzada romana» del Pirineo que, proveniente desde Burdigala cruzaba estas montañas por el Alto de Ibañeta y Roncesvalles pasando por Arce para continuar por Lumbier, Sangüesa y la zona de las Cinco Villas de Aragón hasta Caesaraugusta.
Actualmente el lugar se muestra aislado «pero su soledad es engañosa. Santa María era el centro neurálgico del valle.»

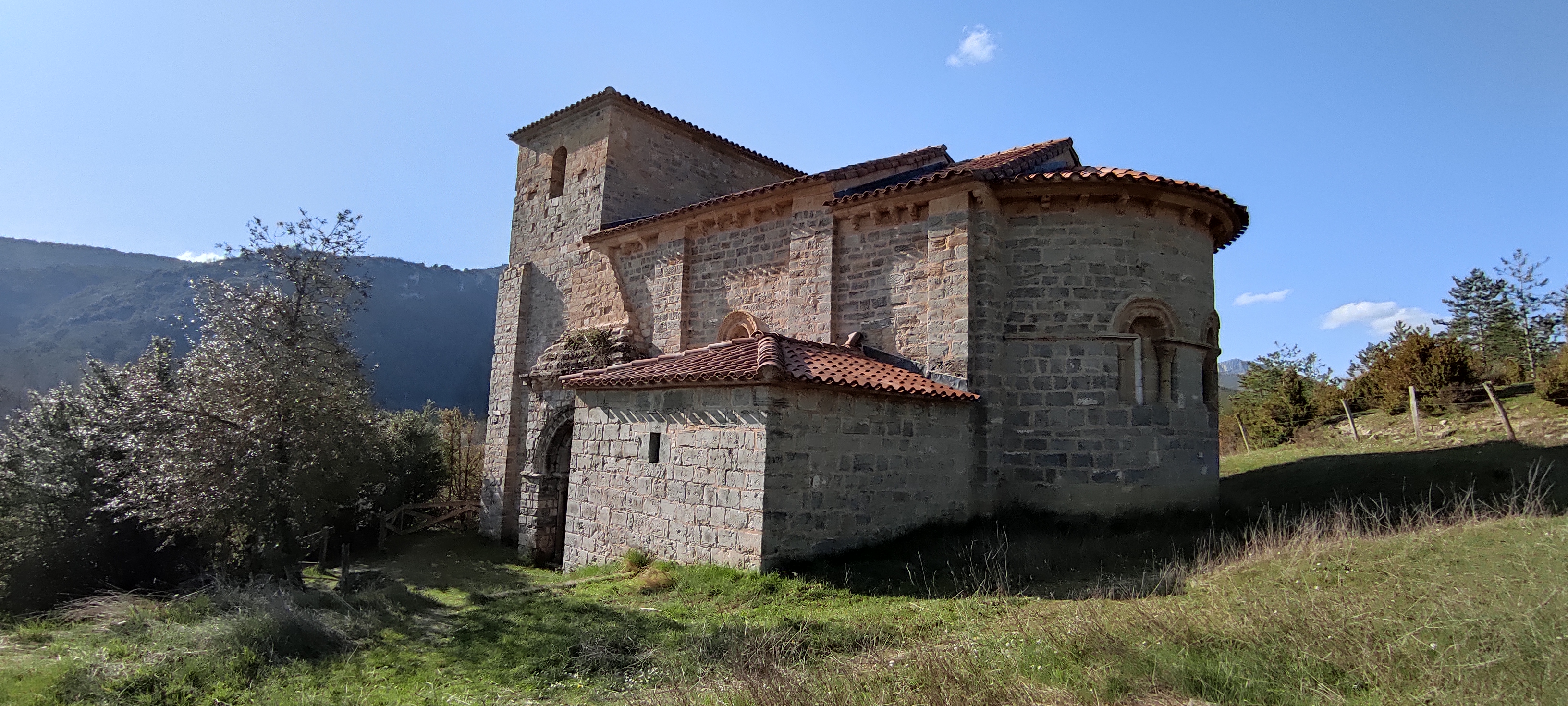
Iglesia de Santa María de Arce (Navarra). Fachada meridional.

## Contexto histórico
El lugar de Arce, dentro del valle epónimo, antiguamente fue capital del valle y estaba habitado según los censos de 1366 y 1427 por una sola familia hidalga titular del palacio. Esta situación se mantiene en 1553, constando un fuego, pero en 1646 habían aumentado a tres fuegos, en 1786 a cinco y en 1845 eran seis.
Según cuenta Benito Urtasun «los vecinos de Arce, por sus legítimos fueros y derechos, eran exentos de las armas, salvo en caso de defender sus fronteras, o cuando el rey iba personalmente al campo de batalla. Por eso "sus vecinos son soldados de puerto", para defender el reino en los pasos montañosos próximos que lo separan de Francia.»
También por el mismo autor conocemos que «el merino ejercía la potestad judicial, siendo nombrado por el rey o por el merino mayor» de la merindad de Sangüesa a la que pertenecía.

Una figura religiosa destacada del lugar fue Fray Rodrigo de Arce, natural del señorío de Arce, mercedario que llegó a ser comendador de Toledo en 1576 y fue renombrado «redentor de cautivos» que fue objeto de elogio de Miguel de Cervantes, cautivo en Argel y a donde llegó este religioso remarcando «la caridad y el ánimo de este fray Rodrigo» que en su primer viaje rescató 137 cautivos realizando otros dos viajes más y llegando a estar él mismo de rehén desde 1580 a 1583. Más tarde sería nombrado provincial en Castilla y en Andalucía.

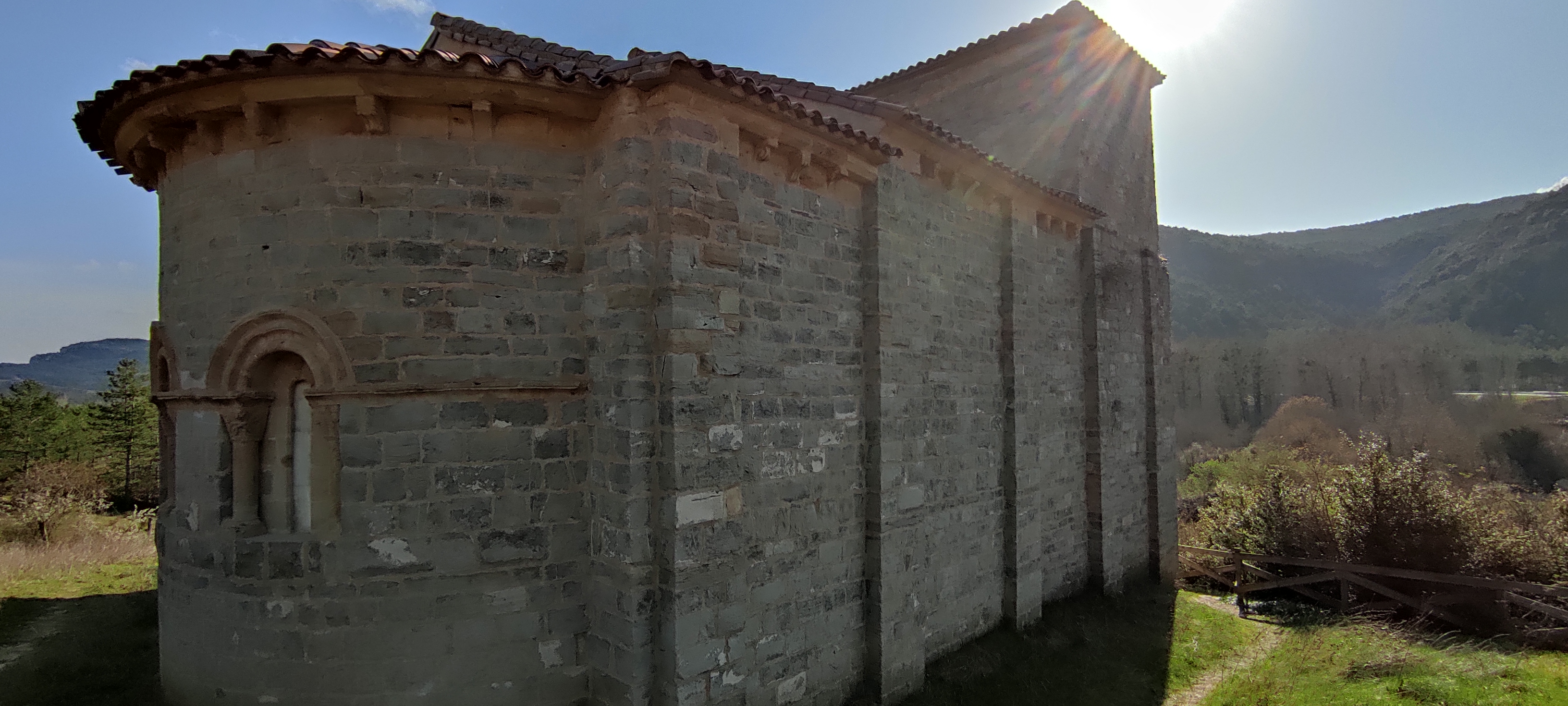
Iglesia de Santa María de Arce (Navarra). Muro septentrional.

## Descripción
Esta construcción se data del segundo tercio del siglo XII. El edificio, de pequeñas dimensiones está compuesta por una ábside semicircular, precedida por un tramo recto, una sola nave de tres tramos desiguales y una torre campanario, de cuerpo prismático, a los pies. En el interior los espacios vienen marcados por pilastras de imposta lisa, sin decoración, que sustentan los arcos fajones de una bóveda de medio cañón rebajado. En el exterior se muestra «un hermoso conjunto de sillar, de logradas proporciones, con los muros laterales reforzados por contrafuertes, apenas resaltados, que llegan hasta la línea del tejaroz«, aunque, de forma incoherente a lo que cabría esperar, los contrafuertes que presenta no coinciden con la ubicación de los arcos fajones del interior.
Se abren tres ventanas en el ábside y dos a cada lado de la nave. Los vanos laterales forman «un medio punto sobre columnas de basa cuadrada y capitel con decoración vegetal estilizada», en el lado del evangelio, mientras que en el lado opuesto se muestra «un grifo, racimos de vid, hojas y caulículos».

Capiteles
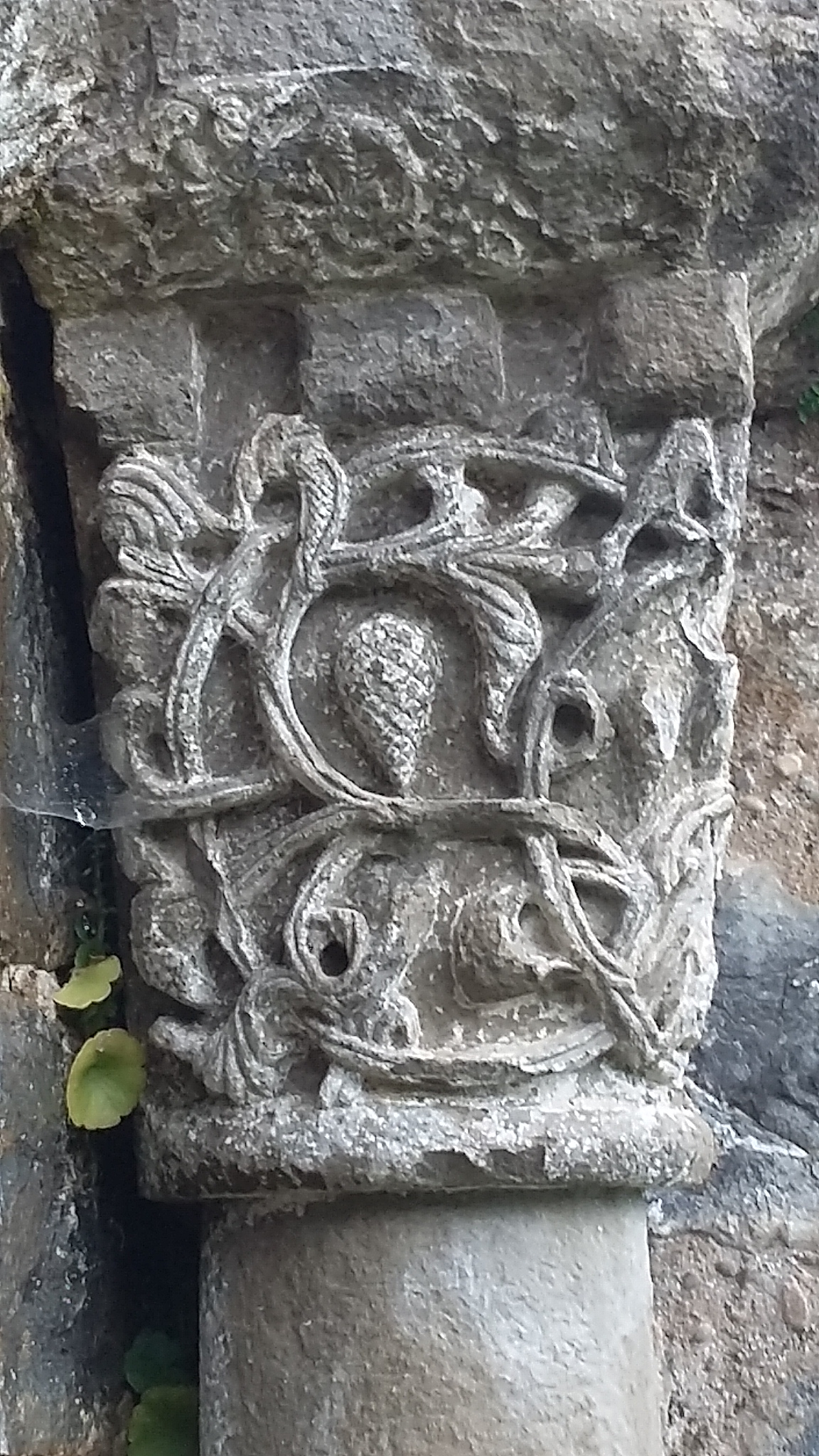
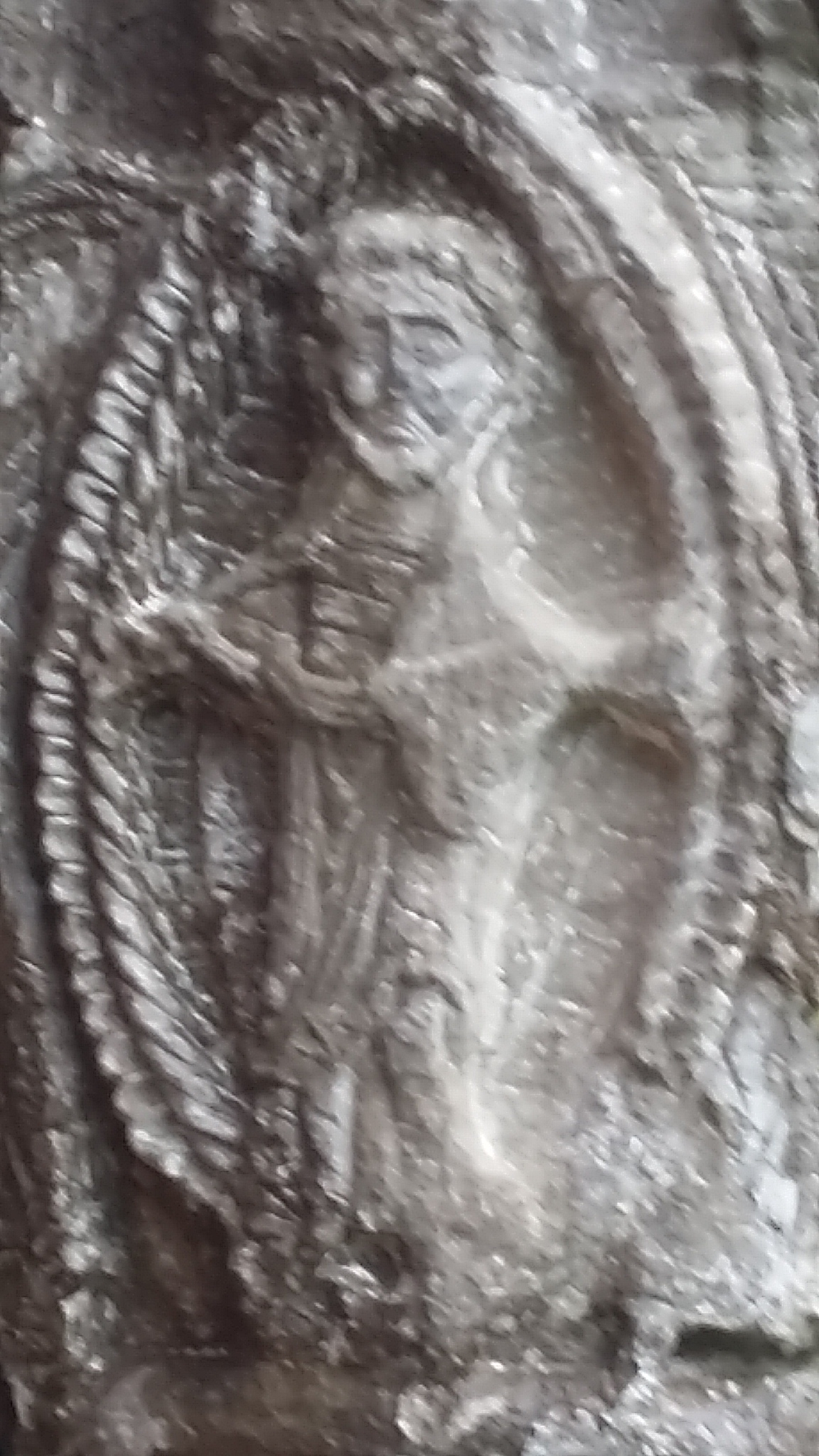
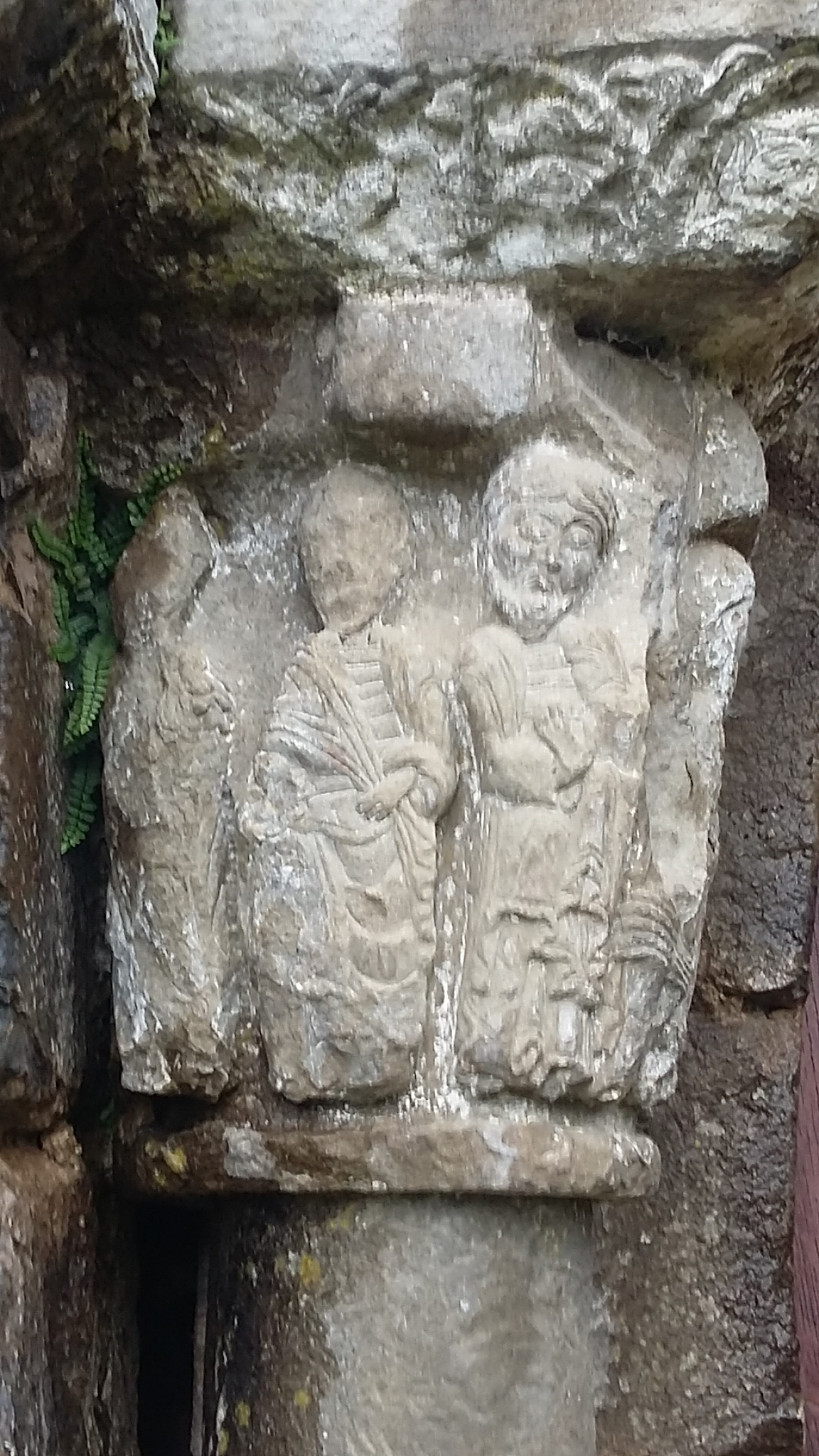
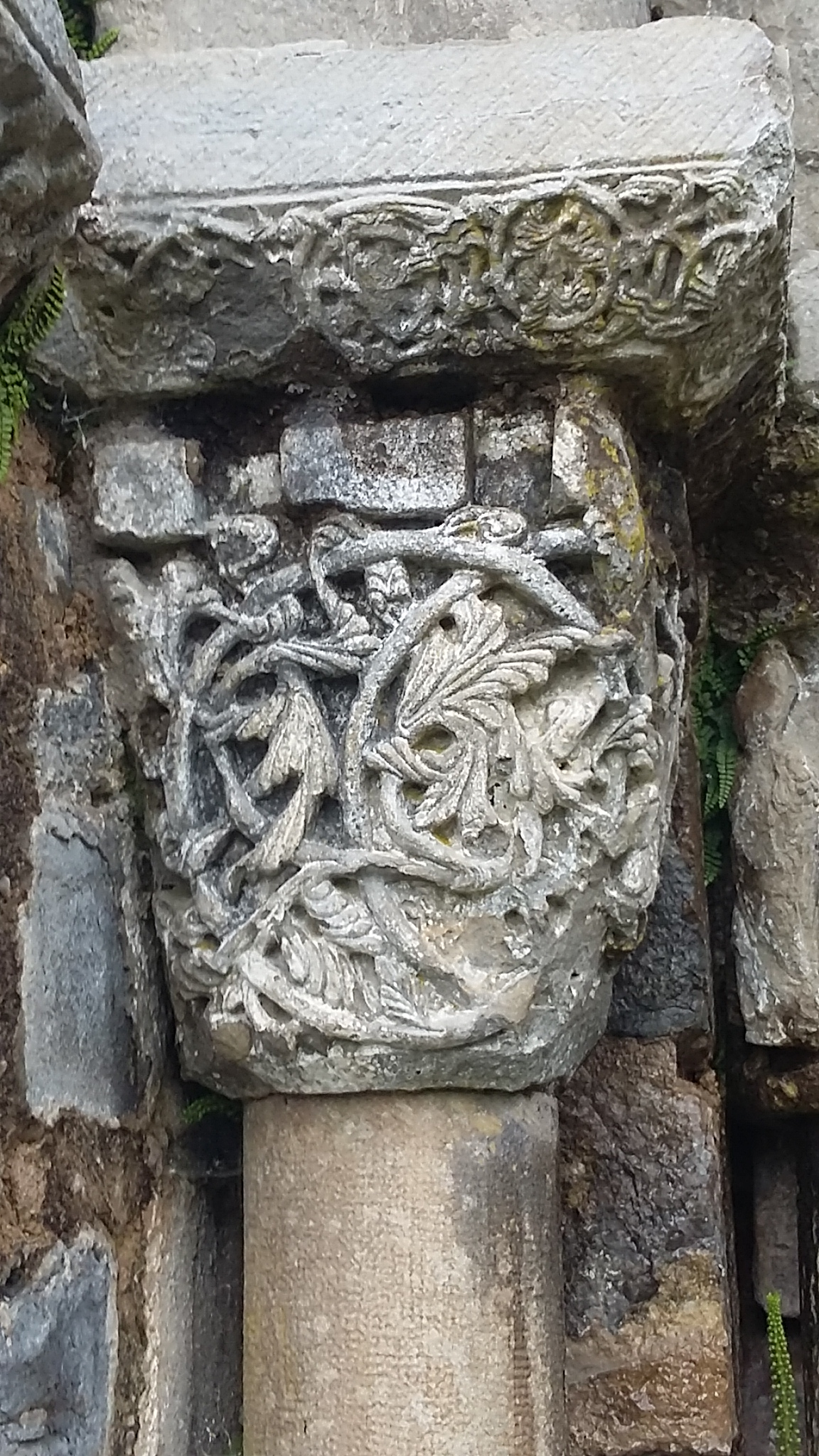

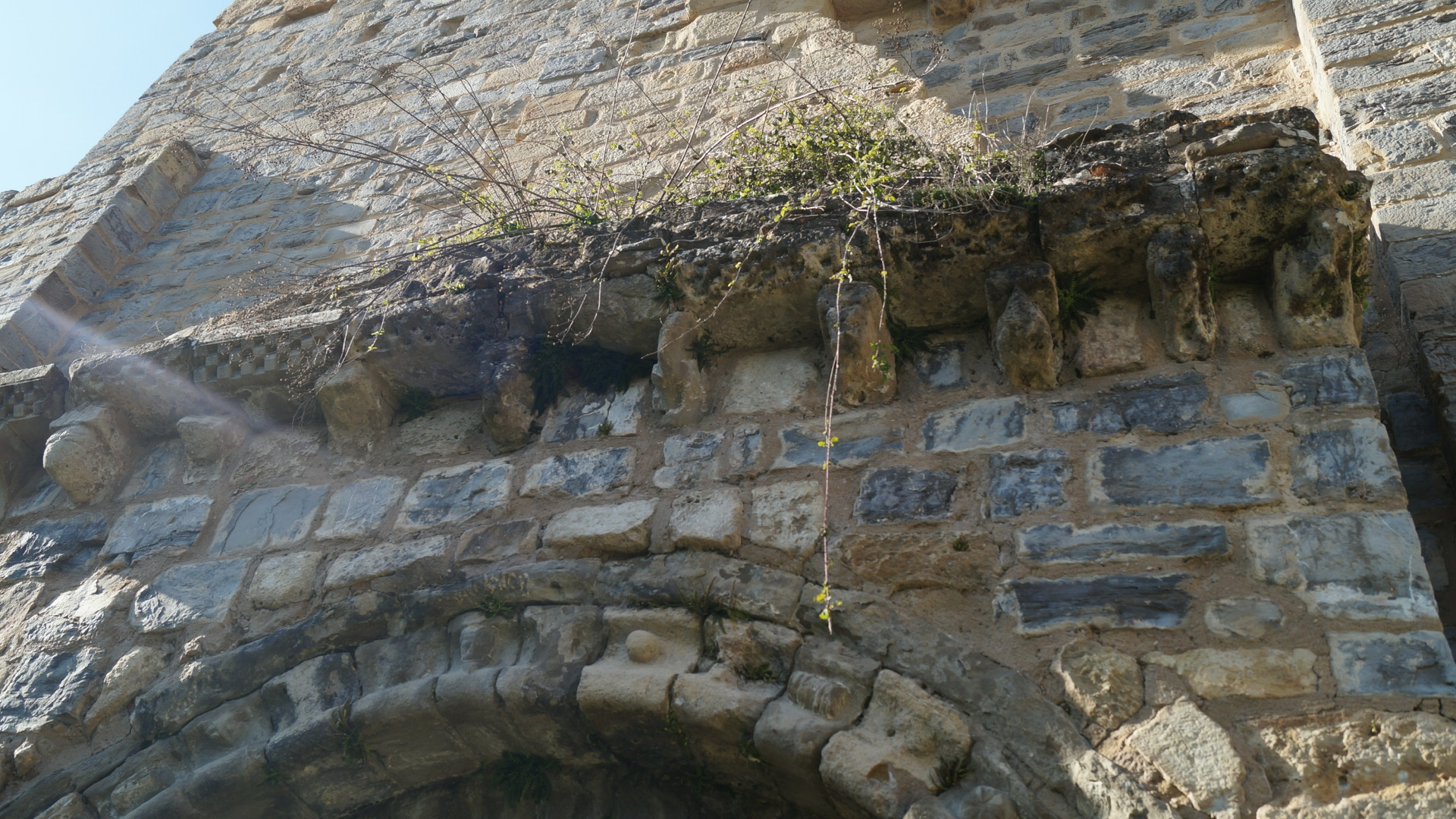
Canecillos en el tejaroz.

Su cabecera presenta una «semejanza estructural» con la del monasterio de Irache según autores como Tomás Biurrun, José Esteban Uranga Galdiano e Francisco Íñiguez Almech.
La portada, abierta en el lado de la Epístola, se muestra con tres arquivoltas, más el guardalluvias con moldura de tacos apoyados en canecillos muy deteriorados y el arco interior de arista viva; dos de las arquivoltas llevan en su dovelas variadas figuras y una ornamentación diversa. Los soportes de estos arcos forman unas columnas con capiteles decorados con formas vegetales y profundos entrelazos (los exteriores) mientras que los interiores muestran un Cristo con madorla rodeado de cinco personajes (en la derecha) y seis figuras humanas (en la izquierda).

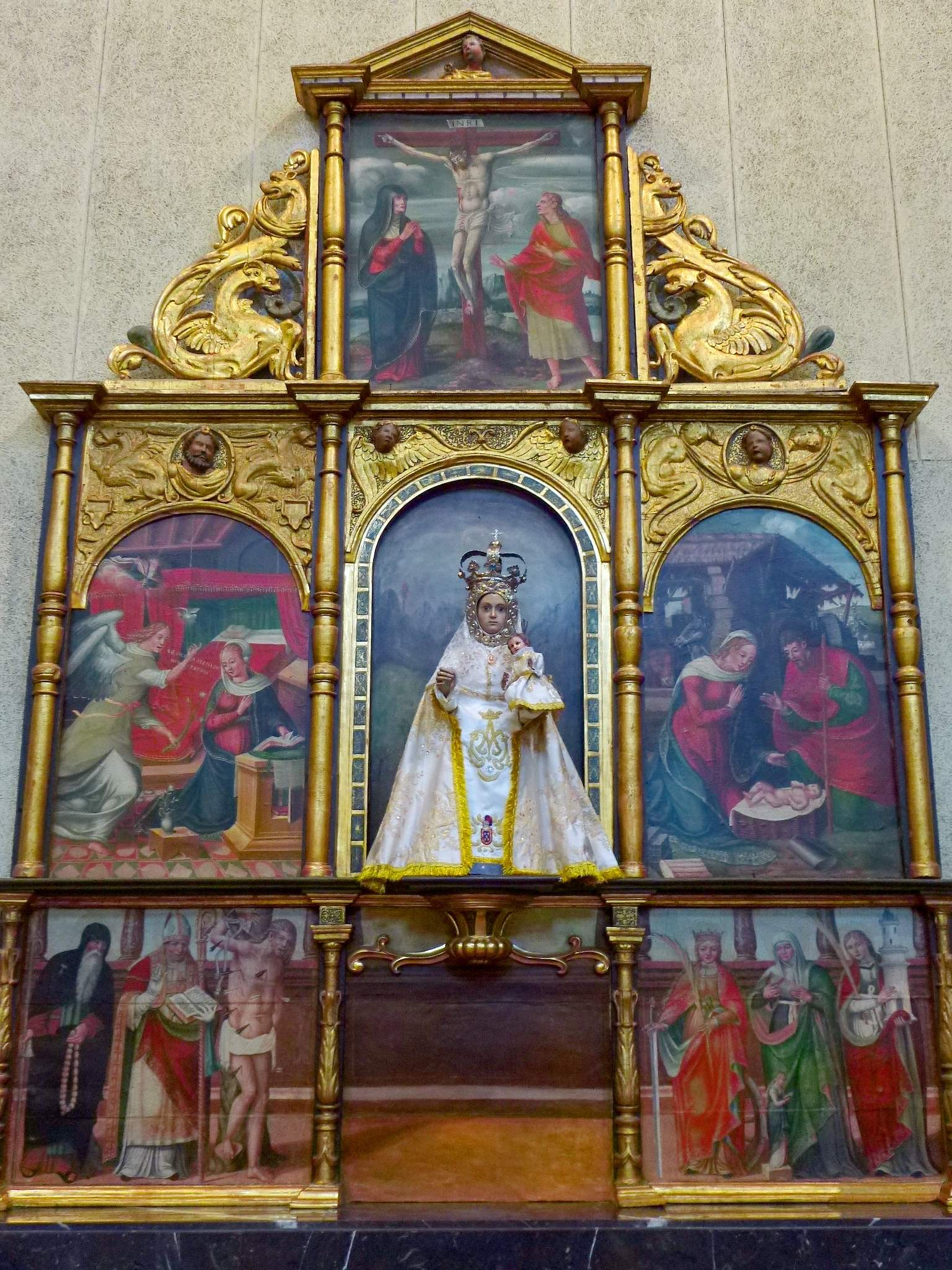
Retablo de la Virgen María en la iglesia de San Juan Bautista de Burlada

En el tejaroz, y por todo el alero corrido, se observan canecillos de raras figuras representando alegorías de los vicios humanos. Se representa a un contorsionista, a un hombre con barril, a un hombre con libro, a otro tañendo el arpa, etc.
El estilo escultórico empleado en Arce «conecta con una serie de templos del románico rural navarro entre los que cabe citar Echano, Artaiz, Gazólaz y otros muchos. Como en estos casos, el escultor sobre todo en la serie de canecillos, se presenta imaginativo y con gran capacidad de adecuación al marco, todo ello propio de la estética románica, de gusto popular.»
Como informa la Gran Enciclopedia de Navarra, «en tiempos contó con un pequeño retablo de tablas pintadas, de estilo renacentista vinculado al círculo del Maestro de Gallipienzo, pero actualmente se encuentra en la iglesia de San Juan Bautista de Burlada.» Actualmente existe una talla de la Virgen con el Niño presidiendo el ábside, «perteneciente al período de transición entre el románico y el gótico que fue traída aquí desde la parroquia de Guindano.»
Aunque ya no se conserva, se tiene noticia de que esta iglesia tuvo una cruz realizada por los plateros Gaspar y Diego de Montalvo en 1643.